# Bodom
Pour les articles homonymes, voir Bodom (homonymie).
Bodom (en suédois : Bodom) est un quartier de la ville d'Espoo en Finlande

## Description
En 2017, le quartier à 332 habitants. 

## Galerie

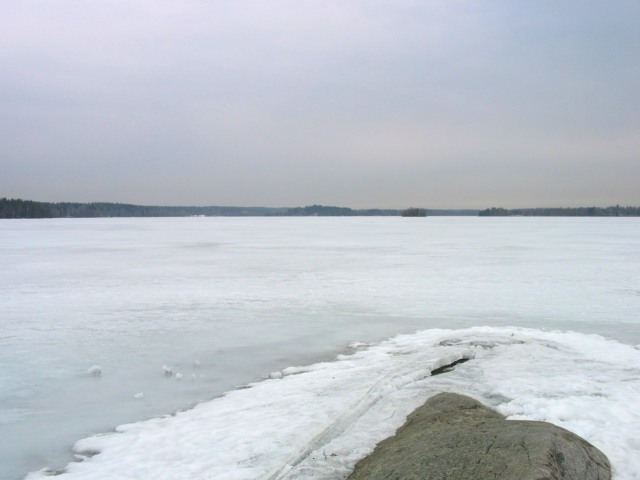
Lac de Bodom